# Fuerte de San Miguel (Campeche)

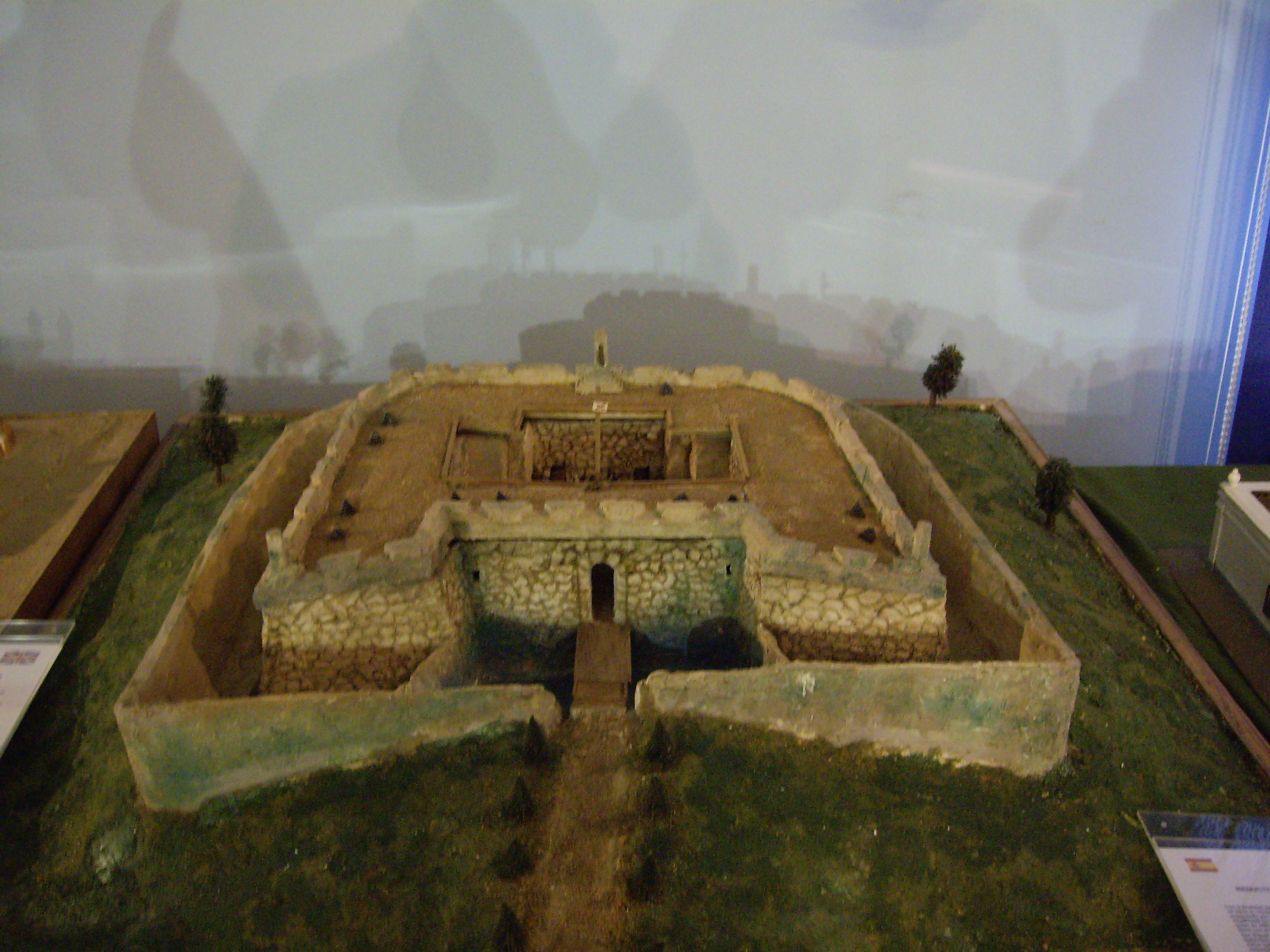
Maqueta del Fuerte de San Miguel de Campeche de México en el Museo Histórico Militar de Sevilla

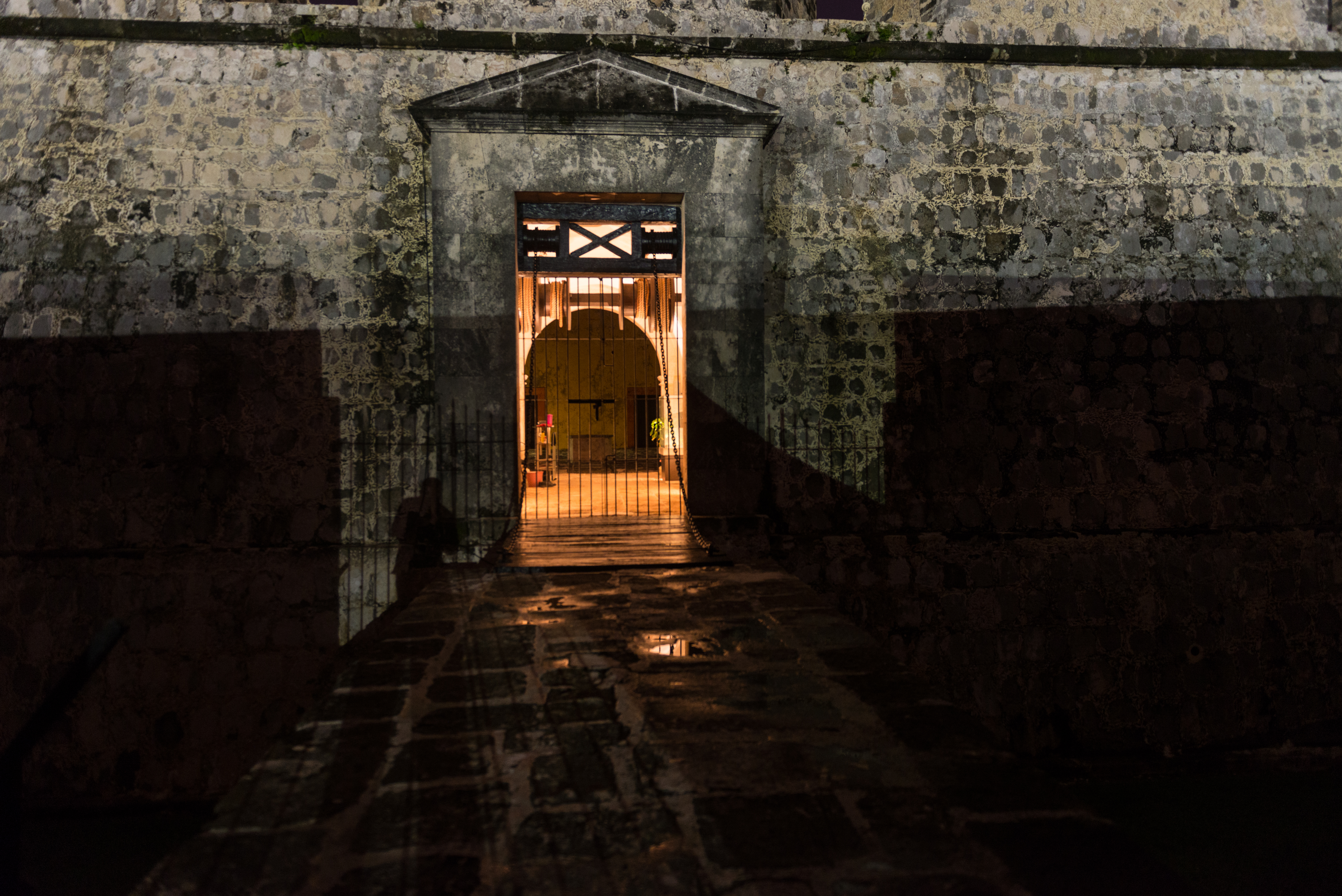
Entrada

El Fuerte de San Miguel es una fortificación construida en la ciudad de San Francisco de Campeche, Campeche, México y, por sus dimensiones y su historia, es uno de los edificios más representativos de la ciudad. Integra junto con el fuerte de San José El Alto y la muralla, el conjunto de edificios fortificados construidos entre los siglos XVII y XVIII para la defensa de la ciudad contra un posible ataque de los piratas. 

## Construcción
La construcción del fuerte fue iniciada en 1771, bajo el mando del ingeniero Juan José de León y Zamorano, y concluida la obra en 1801. Este edificio formó parte del sistema de fortificación de Campeche que empezó en 1663 con el inicio de la puesta en obra de los primeros fuertes: el de San Benito, el de San Bartolomé y el llamado del Bonete. El inmueble fue establecido sobre una planta pentagonal en un terraplén elevado, bordeado por un foso  que es atravesado por angosto pasillo curvilíneo que comunica hacia la puerta principal, donde había un puente levadizo. Posee un patio central, con su pozo al centro, y rampas laterales que llevan hasta la azotea, donde se colocaron veinte cañones en las almenas del edificio, para llevar así al cabo su misión defensiva.

### Actualidad
En la actualidad el fuerte alberga el Museo Arqueológico de Campeche, que posee importantes piezas de los vestigios de la civilización maya que se ubicaron en el estado. El fuerte se encuentra en buen estado de conservación. Además es el fuerte más grande de todos.